# L'Âge d'or des ciné-clubs

L'Âge d'or des ciné-clubs (L'età d'oro) est un film réalisé Emanuela Piovano et sorti en 2016.
Le film a été présenté en avant-première au Bari International Film Festival.
Le film dramatique est l'adaptation au cinéma du livre L'età d'oro – Il caso Véronique de Francesca Romana Massaro et Silvana Silvestri, publié par Emmebi Edizioni. Il est dédié à Annabella Miscuglio et son fils Pierluigi Alto, qui ont inspiré l’histoire.

## Synopsis
Sid a grandi avec sa mère Arabella dans un village joyeux et un peu naïf des Pouilles, dans lequel règne une passion sincère pour le cinéma, où on compare avec ardeur à tous les aspects de la vie.
Après plusieurs années d'absence, il revient dans le village de son enfance où sa mère avait créé un cercle cinématographique. Malgré les décennies d'incompréhension avec sa mère, le voyage dans les souvenirs d'enfance l'amènera à mieux en comprendre plusieurs nuances humaines : c'est à la fois une réalisatrice, une femme fatale, une amie, et le soutien d'un cinéma.

## Fiche technique
- Titre : L'Âge d'or des ciné-clubs
- Titre original :  L'età d'oro
- Réalisation : Emanuela Piovano
- Scénario : Francesca Romana Massaro, Emanuela Piovano, Gualtiero Rosella, Silvana Silvestri
- Photographie : Marc Van Put
- Montage : Roberto Perpignani
- Distribution: Bolero Film
- Durée : 90 min
- Genre : drame
- Production : Kitchenfilm
- Langue : italien
- Pays : Italie
- Date de sortie en Italie : 7 avril 2016
- Date sortie en France : 8 août 2018

## Distribution
- Laura Morante : Arabella
- Gabriele Dell'Aiera : Sid
- Gigio Alberti : Jean
- Eugenia Costantini : Vera
- Stefano Fresi : Alberto
- Giulio Scarpati : Bruno
- Giselda Volodi : Rosaria
- Elena Cotta : Signora Furchì
- Adriano Aprà : lui-même
- Pietro De Silva : Don Sandro

## Sortie
Le film est sorti dans les cinémas italiens le 7 avril 2016 produit par Bolero Film. Le 7 mars 2017, Kitchenfilm a distribué la coupure du nouveau réalisateur en version DVD. L'édition spéciale double disque dur qui dure 4 minutes de plus, propose un montage alternatif à la version présentée dans la salle.